# Monts Tararua
Les monts Tararua sont un massif de montagnes situé dans le sud de l'île du Nord en Nouvelle-Zélande. Ils s'étendent sur 3 168 km2 et sur 100 km dans une direction nord-est / sud-ouest. Le point culminant des monts Tararua est le Mitre (en) à 1 570 m d'altitude. Les autres pics importants incluent le mont Bannister à 1 537 m et le mont Hector à 1 529 m.

## Géographie

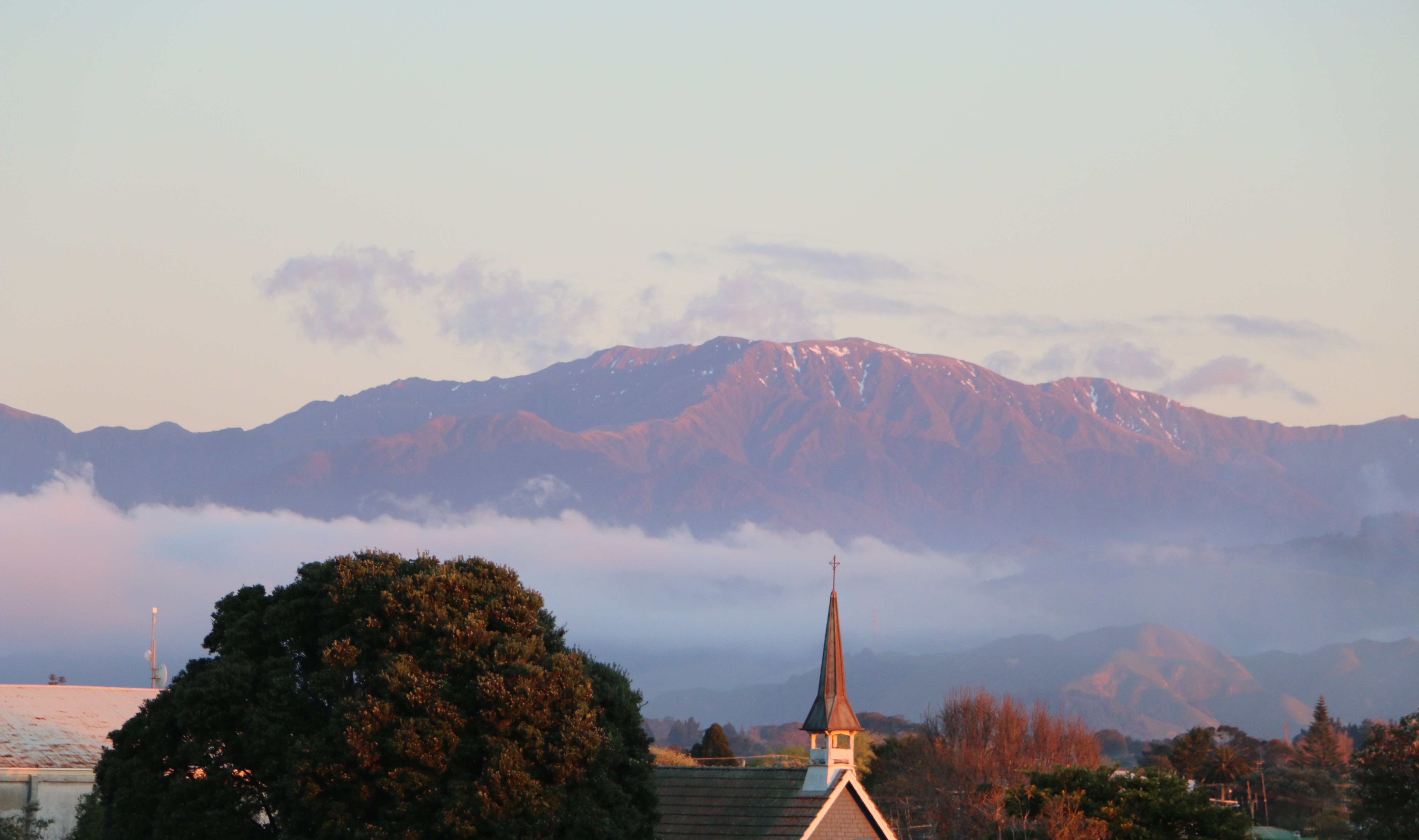
Pae Maunga o Tararua.

Les monts Tararua sont situés dans la partie méridionale de l'île du Nord de la Nouvelle-Zélande, qui s'étend parallèlement au littoral sur environ 110 km entre Palmerston North et Upper Hutt. La zone la plus large de la crête de la montagne est d'environ 40 km.
Au sud, la crête se fond dans la chaîne Remutaka, qui forme à l'est le flanc du port de Wellington. Au nord-est de Palmerston North, la chaîne Ruahine constitue le prolongement de la chaîne Tararua. Plusieurs sommets culminent à plus de 1 500 m d'altitude, dont :
- le mont Mitre 1 570 m, le plus haut ;
- le mont Bannister 1 537 m, le plus au nord ;
- le mont Hector 1 529 m, le plus au sud.

### Hydrographie

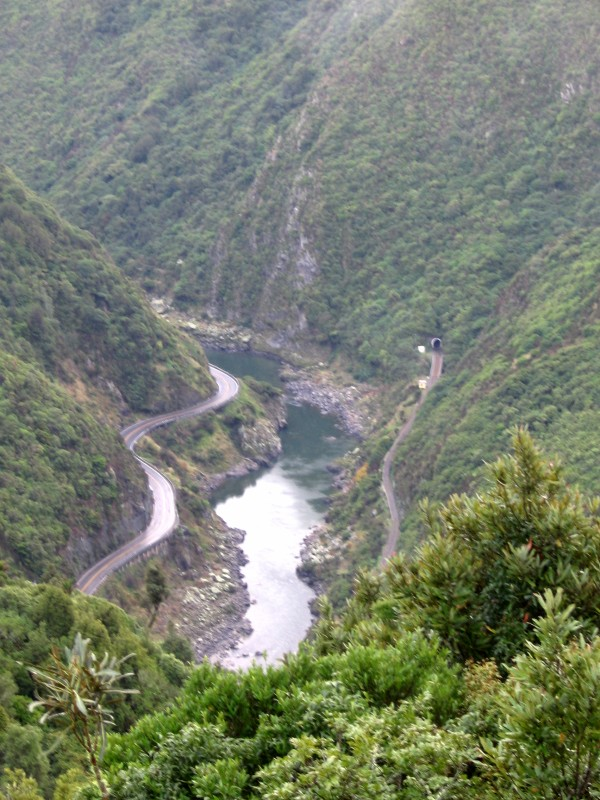
Gorges du Manawatu.

Le fleuve Manawatu constitue une frontière naturelle entre la chaîne Remutaka et la chaîne Ruahine à travers les gorges du Manawatu (en) où le fleuve s'écoule d'ouest en est.

## Réseau routier

### Au nord
- La seule route qui traverse la chaîne de montagnes au nord est celle qui mène de Palmerston North à Pahiatua.
- La section de la route nationale New Zealand State Highway SH 3 de Palmerston North à Woodville traverse les gorges du fleuve Manawatu ; elle est particulièrement dangereuse en hiver.

### Au sud
- La New Zealand State Highway SH 2 serpente entre Upper Hut et Featherston dans la chaîne Remutaka.
- La route d'Akatarawa traverse l'extrémité sud-ouest de la chaîne Tararua au-dessus de la selle d'Akatarawa jusqu'à Waikanae[2].

## Tourisme

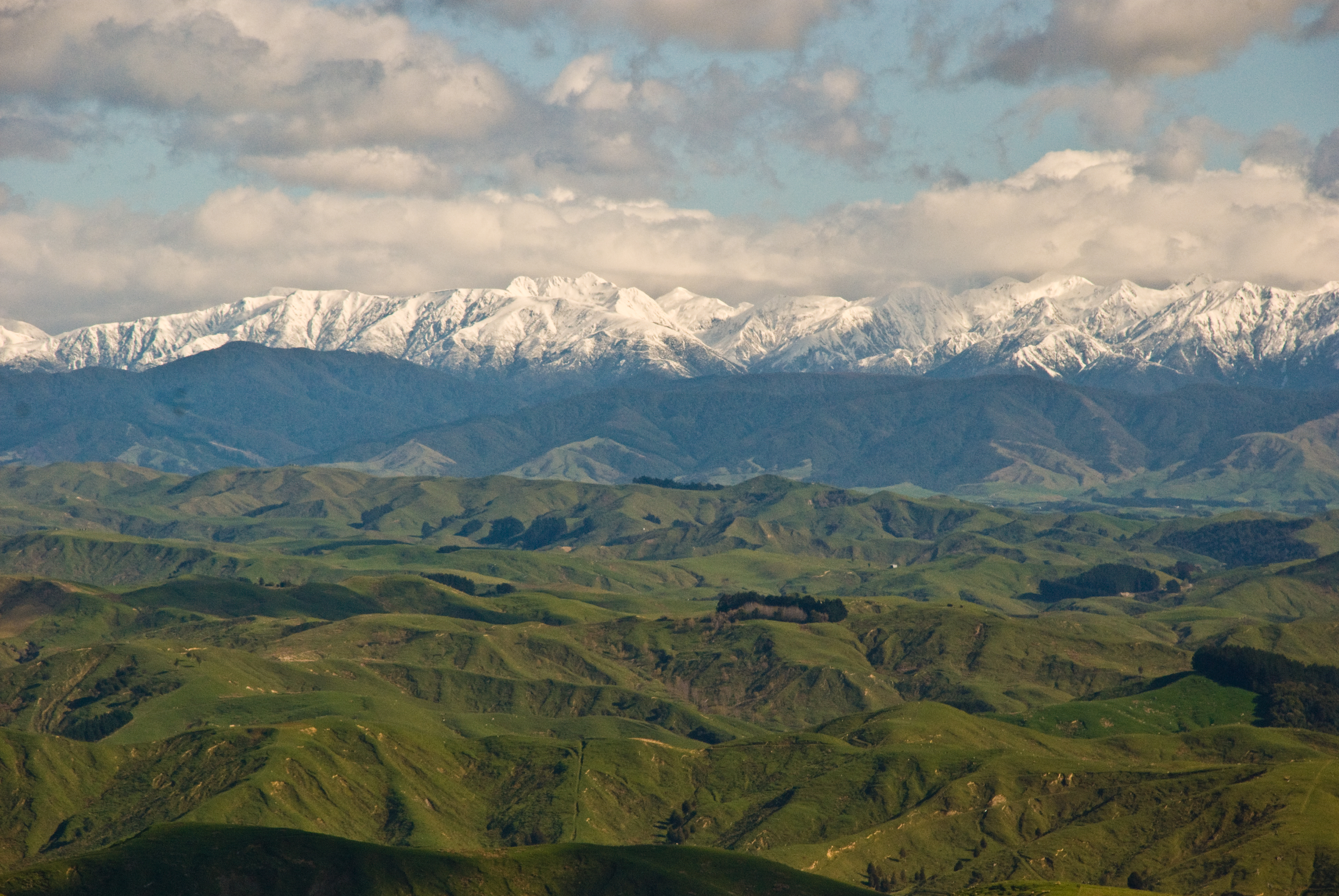
Monts Tararua vus de Wairarapa.

De nombreuses zones touristiques ont été développées dans la chaîne de montagnes, en particulier à partir de la côte Kapiti, pour randonner près de Wellington. La chaîne de Tararua est un lieu de promenade populaire pour le grand district de Wellington. C'est l'un des sites les plus fréquentés du pays, notamment pour le parc forestier de Tararua, qui est une destination prisée des randonneurs et des alpinistes. Le nombre de visiteurs oscille entre 120 000 et 150 000 visiteurs chaque année. Parmi les nombreuses pistes de tramping[Quoi ?] se trouve également le Southern Crossing qui part d'Ōtaki Forks (en) à l'ouest, gravit le mont Hector et se termine à Kaitoke. Une autre piste tout aussi fréquentée, le Puffer, ouvre la voie vers Marchant Ridge et donne un accès au parc de la forêt des monts Tararua, au départ de la ville de Kaitoke.